# Torben Storm
Torben Storm (født 13. september 1946) er tidligere assistenttræner for det danske Herre A-landshold i fodbold, hvor han arbejdede sammen med den anden assistenttræner Peter Bonde og landstræner Morten Olsen. Han har sideløbende hermed ansvar for FC Københavns deltagelse i ITU-projektet (Integreret Talent Udvikling) til at varetage talenternes træning og videreudvikling. FC Københavns ITU-trup består af ungseniorspillere fra 1. holdet, 2. holdet og ynglingeholdet.

## Klubkarriere
Storms karriere som spiller tæller bl.a. følgende klubber:
- Kjøbenhavns Boldklub
- Akademisk Boldklub
- B 1901

## Trænerkarriere
Storms karriere som træner tæller følgende job:
- Spillende træner i Toreby/Grænge
- 77-78 Ynglingetræner i B 1901
- 79-81 Næstved IF
- 82-84 B 1901
- 85-86 KB
- 87-89 Slagelse
- 90-93 Næstved IF
- 93-95 Landskrona BoIS (Sverige)
- 95-98 Fremad Amager
- 98... RB1906
- 99-00 Sportschef & træner i OB
- 00-01 Slagelse B&I
- 01-08 ITU-træner for FC København
- 06-16 Assistenttræner for A-landsholdet for herrer.
- 09- Træner for DBU's U/15-talenter